# محيي الدين الغريب
محيي الدين الغريب ( 1933 - 3 مارس 2023)  هو وزير المالية الأسبق وسياسيً ورجل أعمال مصريً، رئيس الهيئة العامة للاستثمار والمناطق الحرة الأسبق. كان عضواً سابقاً في مجلس إدارة شركة أودن للاستثمارات المالية ممثلاً عن شركة أودن كابيتال جروب للاستثمارات المالية.

## نشأته
ولد الغريب سنة 1933 في محافظة الجيزة بمصر.
شغل محيي الدين الغريب حقيبة وزارة المالية خلال الفترة من 1996 إلى 1999، وقبلها عمل رئيسًا لهيئة الاستثمار لمدة 10 سنوات، كما عمل أستاذًا متفرغًا بجامعة القاهرة.
تزوج ثلاث مرات الأولى أنجب منها ولدين. وبعد وفاتها تزوج الثانية وأنجب منه ابنا. تزوج مرة ثالثة سنة 1999.

## مساهمات
أدار الغربي شركته بالتعاون مع مجموعة دولية من الصناديق تتكون من اتحاد من العائلات العربية، ومن تلك العائلات (القاهرة والسويس، مصر)، بن لادن (جدة، المملكة العربية السعودية)، آل سعود (الرياض، المملكة العربية السعودية)، آل نهيان (أبو ظبي، الإمارات العربية المتحدة)، وآل مكتوم (دبي، الإمارات العربية المتحدة).
شملت أنشطة المجموعة بين بيع السيارات بالتجزئة، ومواقع التنقيب عن النفط، وإنتاج النفط وتصديره، وحتى بناء السفن العملاقة . شملت علي نطاقات الأعمال الأخرى للمجموعة أنظمة الطاقة النووية، ومحطات أبحاث الطاقة الهيدروجينية، ومختبرات أبحاث وتصنيع المواد المتقدمة.
قدرت أرباح قيمة المجموعة حاليًا بأكثر من 2 تريليون دولار. تمتلك المجموعة حالياً أسهمًا في بعض الشركات العالمية، بما في ذلك 15% من دايملر كرايسلر للسيارات، 11% من مجموعة سيمنز الألمانية ، 51% من أرامكو السعودية وتعد من أكبر شركة لإنتاج النفط في العالم، 12% من شركة مايكروسوفت ، 12% من مجموعة فولكس فاجن ، 25% من مجموعة إيرباص للطيران، و51% من مجموعة بن لادن السعودية ، و10% من سيتي جروب ، و10% من باير .
ترددت شائعات كثيرة عن مجموعة الغريب في وسائل الإعلام الروسية باعتبار أن المجموعة تعمل في مجال الأسلحة، ممت أدى إلى الشك في أن الكثير من أعمال الغريب الأخرى هي فقط للتغطية.

## حياته
عمل الغريب مندوبا في البنك الدولي ومحافظًا لصندوق النقد الدولي، عين وزيراً للمالية في مصر خلال فترة 1996 حتي 1999. وخدم الحكومة المصرية لمدة تزيد عن أربعة عشر سنة.
عين نائباً للرئيس حسني مبارك، بلجنة الاقتصاد بالحزب الوطني الديمقراطي المنحل، عين كذلك مستشار للأمم المتحدة ومستشار سياسي واقتصادي للعديد من الهيئات الإدارية في عدة دول منها: المملكة البريطانية، وألمانيا وفرنسا وروسيا والصين وإيطاليا واليابان والمملكة العربية السعودية والولايات المتحدة. الامارات العربية المتحدة.

## اقتصاد
يعد الغريي صاحب فكرة سداد الدين، وعمل لذلك مؤتمرات حول فكرته في الاقتصاد والعلوم السياسية بالعديد من الجامعات والمعاهد حول العالم، كما ألف العديد من الكتب، ومن أهمها كتاب (الدولة الحديثة: الاقتصاد السياسي والسياسة الاقتصادية) استخدام كمخطط توجيهي للبنك الدولي وصندوق النقد الدولي إلى الآن. كانت أهم إنجازاته إنشاء النظام الاقتصادي النقدي الأول والوحيد من نوعه، لدولة الإمارات العربية المتحدة ومنطقة الخليج العربي . ساعد في وضع أساس جديدة للنظام الاقتصادي لمنطقة لليورو والاتحاد الأوروبي بالتنسيق مع (UBS) ويعد من أكبر بنك في العالم.

## سجنه
وبعد عام من تركه الوزارة تعرض الدكتور محيي الغريب لدخول السجن لمدة عام بعد محاكمة شهيرة له حيث جرى إدانته في فبراير عام 2002 إلي أن أصدرت محكمة النقض بعد تصديها لقضية ليكون القرار بتبرئة الرجل من كل التهم المنسوبة إليه وذلك في يوليو 2004.
فى 28 فبراير عام 2002 قررت المحكمة حبس الدكتور محيى الدين الغريب وزير المالية في عهد الدكتور كمال الجنزورى، حبسا احتياطيا، فركب الوزير الذى صار سجينا سيارة الترحيلات، التي قادته إلى تخشيبة الترحيلات في قسم الخليفة.
وقضت محكمة أمن الدولة العليا بسجن الغريب 8 سنوات، قضى منها 25 شهرا في السجن، حتى قررت محكمة النقض براءته فخرج إلى النور.

## قضية الجمارك الكبرى
القضية التي حُكم فيها الغريب ونال براءته فيها، قامت على اتهامه ورئيس مصلحة الجمارك ومعهم 5 من المسئولين ورجال أعمال بالتسبب في ضياع 34 مليون جنيه، واشتهرت القضية باسم «الجمارك الكبرى».
جاءت وقائع اتهام محيى الدين الغريب بعد نحو ما يقرب من عام من إقالة الدكتور كمال الجنزورى من رئاسة الحكومة، وكان الغريب واحدا من رجالها القريبين من الجنزورى.
وعقب محيي الغريب على قرار محكمة النقض بتبرئته من كل ما نسب إليه من اتهامات بإنها- تصفية الحسابات في أسوأ صورها – لقد نسوا أن الله موجود ومطلع علي كل صغيرة وكبيرة، فأنا لم أتربح مالاً ولم أهدر أموال الدولة بل كنت أحرص الناس عليها ولم أجامل رجال الأعمال بل طبقت القوانين واللوائح نصاً وروحاً وساعدت الناس في حدود صلاحياتي وبما يسمح به القانون.
وقال عمن تسبب في سجنه ظلما «أتمنى ألا يظلم آخرين، ولدى يقين أنه لن يفلت من عقاب الخالق سبحانه وتعالى، فإما أن يصاب بمرض، أو يدخل نفس السجن الذى دخلته».

## وفاته
في 3 مارس 2023 أعلنت الدكتورة هالة السعيد وزيرة التخطيط والتنمية الاقتصادية، وفاة محيي الغريب وزير المالية الأسبق، ورئيس الهيئة العامة للاستثمار والمناطق الحرة، أثناء إجراء عملية جراحية بالقلب.